# Mount Brigham
Mount Brigham är ett berg i Antarktis. Det ligger i Östantarktis. Nya Zeeland gör anspråk på området. Toppen på Mount Brigham är 1 525 meter över havet. Mount Brigham ingår i Gonville and Caius Range.
Terrängen runt Mount Brigham är kuperad söderut, men norrut är den bergig. Trakten är obefolkad. Det finns inga samhällen i närheten. 